# San Manuele
San Manuele, martire in Calcedonia nel 362, con i santi Ismaele e Sabele, sotto il regno di Giuliano l'Apostata, l'ultimo imperatore romano dichiaratamente pagano, che aveva tentato di restaurare la religione romana.
I santi martiri e fratelli Manuele, Sabele e Ismaele erano originari della Persia, all'epoca Impero sasanide, il loro padre era fedele allo zoroastrismo, la religione maggioritaria in Persia, mentre la madre era cristiana e da lei presero la fede. Nel 362 il sovrano dei Sasanidi di Persia Sapore II li inviò come ambasciatori in Calcedonia presso l'imperatore romano Giuliano l'Apostata per scongiurare l'imminente guerra. Mentre si trovavano con Giuliano si rifiutarono di unirsi a lui in un sacrificio da offrire alle divinità romane e, violando l'immunità universalmente riconosciuta agli ambasciatori, l'imperatore ordinò la loro esecuzione. L'anno seguente Giuliano intraprese la guerra e perse la vita.
La memoria del santo si celebra nelle Chiese cattolica e ortodossa il 17 giugno.

## Storia
Membro di un'illustre famiglia persiana, Manuele era figlio di un funzionario imperiale zoroastriano e di una cristiana. 
Intraprese la carriera militare e si distinse per le sue capacità diplomatiche, arrivando a ricoprire l'incarico di ambasciatore dell'Impero sasanide.
Nel 362 era chiara la volontà dell'imperatore romano Giuliano l'Apostata di consolidare i confini orientali con uno scontro armato, quella che sarà la Campagna sasanide di Giuliano, che gli risulterà fatale. Il sovrano sasanide Sapore II inviò allora a Calcedonia, vicino Costantinopoli Manuele assieme ai suoi fratelli Ismaele e Sabele.
Giunti a cospetto di Giuliano i tre si rifiutarono di prendere parte a un rituale pagano. Giuliano l'Apostata sarà infatti l'ultimo imperatore pagano, che fece un tentativo di ripristinare la religione tradizionale nell'Impero. Essendosi i fratelli rifiutati, Giuliano li condannò a morte, senza tener conto dell'immunità diplomatica.
Essendo Manuele il primogenito, fu trafitto con una punta di ferro in ciascuna spalla e un'altra da un orecchio all'altro. Schegge affilate gli furono conficcate anche sotto le unghie delle mani e dei piedi. Durante i tormenti, i fratelli glorificarono Dio e pregarono come se non provassero alcun dolore. Infine, i martiri furono decapitati e Giuliano ordinò che i loro corpi fossero bruciati, ma dopo la morte di Manuele e dei suoi fratelli, un forte terremoto li seppellì prima che fossero ridotti in cenere. 
Il racconto vuole che, cadendo in guerra l'anno seguente, Giuliano disse in punto di morte "Hai vinto, o Galileo!", riconoscendo la vittoria di San Manuele e dei cristiani sul paganesimo. Con la sua morte, la persecuzione dei cristiani terminò definitivamente e la Chiesa tornò a un periodo di relativa pace.